# Ctenus renivulvatus
Ctenus renivulvatus är en spindelart som beskrevs av Embrik Strand 1906. Ctenus renivulvatus ingår i släktet Ctenus och familjen Ctenidae.
Artens utbredningsområde är Ghana. Inga underarter finns listade i Catalogue of Life.